# 莫塞采河
20°39′19″S 26°07′11″E / 20.6553°S 26.1197°E
莫塞采河是博茨瓦納的河流，位於該國東部，該河流發源自馬卡迪卡迪鹽沼，河道全長1,700公里，河中有多種甲殼亞門動物棲息。